# Round Mountain, Texas
Round Mountain är en ort i Blanco County i delstaten Texas, USA.